# Procesul de la Verona
Procesul de la Verona (titlul original: în italiană Il Processo di Verona) este un film dramatic italian, realizat în 1963 de regizorul Carlo Lizzani, protagoniști fiind actorii Silvana Mangano, Frank Wolff, Vivi Gioi și Françoise Prévost. 

## Rezumat
Filmul relatează fazele terminale ale regimului fascist din Italia, în special procesul de la Verona, evocate ca „dramă de curte” din punctul de vedere al lui Edda Ciano, fiica lui Mussolini și a lui Galeazzo Ciano, principalul acuzat din proces.
La 24 iulie 1943, în cadrul ședinței Marelui Consiliu al Fascismului, a fost votată Caduta del fascismo (Căderea fascismului). Aceasta l-a destituit pe Benito Mussolini și a returnat comanda forțelor armate, regelui Victor-Emmanuel al III-lea, care l-a arestat a doua zi.
După Armistițiul de la Cassibile din 8 septembrie și eliberarea Ducelui din 12 septembrie (Operațiunea Eiche), semnatarii agendei care nu au reușit să scape, Galeazzo Ciano, ginerele și „delfinul” Ducelui, Emilio De Bono, Giovanni Marinelli, Carlo Pareschi, Luciano Gottardi și Tullio Cianetti, sunt arestați și judecați pentru trădare.
Cei șase inculpați au fost judecați la Verona, în Republica Socială Italiană, în perioada 8-10 ianuarie 1944, în timp ce soția lui Ciano, Edda, a încercat în zadar să negocieze cu nemții care conduceau procesul în subordine, pentru a-i salva viața soțului, care a fost în cele din urmă condamnat la moarte și împușcat împreună cu ceilalți la 11 ianuarie 1944.

## Distribuție
- Silvana Mangano – Edda Ciano
- Frank Wolff – Galeazzo Ciano
- Vivi Gioi – Donna Rachele
- Françoise Prévost – Frau Beetz
- Salvo Randone – procurorul Andrea Fortunato
- Giorgio De Lullo – Alessandro Pavolini
- Ivo Garrani – Roberto Farinacci
- Andrea Checchi – Dino Grandi
- Henri Serre – Emilio Pucci
- Claudio Gora – judecătorul de instrucție Vincenzo Cersosimo
- Tiziano Cortini – Console Vianini
- Umberto D'Orsi – Luciano Gottardi
- Filippo Scelzo – Giovanni Marinelli
- Andrea Bosic – Tullio Cianetti
- Gennaro Di Gregorio – Emilio De Bono
- Tino Bianchi – președintele instanței speciale extraordinare
- Loris Loddi – Marzio fiul lui Ciano

## Premii și nominalizări
- 1963 – David di Donatello
  - David di Donatello pentru cea mai bună actriță în rol principal lui Silvana Mangano
- 1963 – Grolla d'oro
  - Cea mai bună actriță lui Silvana Mangano
- 1964 – Nastro d'argento
  - Cea mai bună actriță lui Silvana Mangano